# Dorsino
Dorsino é uma comuna italiana da região do Trentino-Alto Ádige, província de Trento, com cerca de 437 habitantes. Estende-se por uma área de 12 km², tendo uma densidade populacional de 36 hab/km². Faz fronteira com San Lorenzo in Banale, Stenico, Lomaso, Bleggio Inferiore.